# 佐藤文男 (1953年生の投手)
佐藤  文男（さとう ふみお、1953年4月12日 - ）は、広島県出身の元プロ野球選手（投手）。
同姓同名の選手在籍時の表記は、佐藤文（後述）。

## 来歴・人物
戸手商業高から、1971年オフにドラフト外で近鉄バファローズにテスト入団。
主にフリー打撃投手として5年間を耐えると西本幸雄監督に素質を見込まれ一軍に抜擢された。普通打撃投手は打ってもらうのが仕事だが、佐藤は誰にも打たせまいと夜中に寮を抜け出し練習をしていたという。自然にスライドしてバットの芯を外す真っ直ぐとシュート、カーブを得意とした。
1976年に一軍初登板を果たし、主に抑え投手として起用される。1977年に初勝利しこの年6勝6セーブ、翌1978年4勝6セーブと活躍した。しかし、ヒジの酷使からかヒジ・肩が故障し1980年オフに戦力外となって、阪神タイガースに金銭トレードされた。
阪神ではほとんど出番がなく、在籍2年目の1982年限りで現役を引退した。
引退後、郷里に戻り高校野球の監督を目指し猛勉強、1984年府中東高校の実習教員として採用され、11年後の1995年にようやく教員免許を取得した。一般的に30歳を越えると教員として採用されるのは難しく、部活動の指導者はさらに難しい。佐藤のように40歳を越えてからの例は珍しい。近年は日本高等学校野球連盟の元プロ野球選手の特別措置が緩和され2年間、教員としての実績があれば、日本学生野球協会の審査を受け指導者になる許可が出る。1997年から2007年まで同校野球部監督を務め、『西本魂』の厳しい指導を行ったが甲子園出場は成らなかった。
2025年時点では福山市内の木製品製造業者『和産業有限会社』に勤務。同社を取材した2025年5月27日放送の『イマナマ!』（RCCテレビ）のコーナー『渕上沙紀のBUTSU BUTSU2』では社員としてインタビューを受け、近鉄時代のVTR映像も流された。

## 同姓同名
1981年、佐藤は阪神に所属していたが、同年オフに同姓同名の「佐藤文男」投手が阪神にドラフト外入団した。この2人を区別するため、元から阪神にいた佐藤（本頁の選手）は「佐藤文」、新しく入団した佐藤は「佐藤男」と表記された。元から阪神にいた佐藤のほうは1982年で退団したので、この2人が同時に阪神に所属していたのは1982年のみである。

## 詳細情報

### 年度別投手成績
| 年 度    | 球 団    | 登 板 | 先 発 | 完 投 | 完 封 | 無 四 球 | 勝 利 | 敗 戦 | セ 丨 ブ | ホ 丨 ル ド | 勝 率 | 打 者 | 投 球 回 | 被 安 打 | 被 本 塁 打 | 与 四 球 | 敬 遠 | 与 死 球 | 奪 三 振 | 暴 投 | ボ 丨 ク | 失 点 | 自 責 点 | 防 御 率 | W H I P |
| -------- | -------- | ----- | ----- | ----- | ----- | -------- | ----- | ----- | -------- | ----------- | ----- | ----- | -------- | -------- | ----------- | -------- | ----- | -------- | -------- | ----- | -------- | ----- | -------- | -------- | ------- |
| 1976     | 近鉄     | 1     | 0     | 0     | 0     | 0        | 0     | 0     | 0        | --          | ----  | 5     | 1.0      | 2        | 0           | 0        | 0     | 0        | 1        | 0     | 0        | 0     | 0        | 0.00     | 2.00    |
| 1977     | 近鉄     | 39    | 1     | 0     | 0     | 0        | 6     | 3     | 6        | --          | .667  | 428   | 107.1    | 95       | 14          | 20       | 0     | 3        | 47       | 1     | 0        | 44    | 41       | 3.45     | 1.07    |
| 1978     | 近鉄     | 34    | 3     | 0     | 0     | 0        | 4     | 2     | 6        | --          | .667  | 350   | 86.1     | 87       | 10          | 15       | 1     | 3        | 33       | 2     | 0        | 37    | 33       | 3.45     | 1.18    |
| 1979     | 近鉄     | 21    | 0     | 0     | 0     | 0        | 3     | 0     | 3        | --          | 1.000 | 173   | 41.1     | 42       | 2           | 10       | 0     | 4        | 23       | 0     | 0        | 21    | 13       | 2.85     | 1.26    |
| 1980     | 近鉄     | 1     | 0     | 0     | 0     | 0        | 0     | 0     | 0        | --          | ----  | 9     | 1.0      | 4        | 2           | 0        | 0     | 2        | 1        | 0     | 0        | 5     | 5        | 45.00    | 4.00    |
| 1981     | 阪神     | 3     | 0     | 0     | 0     | 0        | 0     | 0     | 0        | --          | ----  | 24    | 4.0      | 9        | 1           | 2        | 0     | 0        | 1        | 1     | 0        | 8     | 5        | 11.25    | 2.75    |
| 通算:6年 | 通算:6年 | 99    | 4     | 0     | 0     | 0        | 13    | 5     | 15       | --          | .722  | 989   | 241.0    | 239      | 29          | 47       | 1     | 12       | 106      | 4     | 0        | 115   | 97       | 3.62     | 1.19    |

### 背番号
- 57（1972年 - 1980年）
- 51（1981年 - 1982年）